# Дискографія Кетрін МакФі
Дискографія американської поп-співачки Кетрін МакФі включає два студійних альбоми, три сингли і три кліпи.

## Альбоми

### Студійні альбоми
| Рік  | Інформація | Чарти | Сертифікація (таблиця продажів та сертифікатів) |
| Рік  | Інформація | США   | Сертифікація (таблиця продажів та сертифікатів) |
| ---- | --- | ----- | ----------------------------------------------- |
| 2007 | Katharine McPhee - Перший студійний альбом - Реліз: 30 січня 2007 - Лейбл: RCA Records - Формат: CD, цифрове завантаження                             | 2     | : (381,000 копій)                               |
| 2010 | Unbroken - Другий студійний альбом - Реліз: 5 січня 2010 - Лейбл: Verve Forecast Records - Формат: CD, цифрове завантаження                           | 27    | : (45,000 копій)                                |
| 2010 | Christmas Is the Time to Say I Love You - Різдвяний альбом - Реліз: 12 жовтня 2010 - Лейбл: Verve Forecast Records - Формат: CD, цифрове завантаження | —     | : (23,000 копій)                                |
| 2015 | Hysteria - Четвертий студійний альбом - Реліз: 18 вересня 2015 - Лейбл: eOne Records - Формат: CD, цифрове завантаження                               | —     | :                                               |
| 2017 | I Fall in Love Too Easily - П'ятий студійний альбом - Реліз: 17 листопада 2017 - Лейбл: BMG Rights Management - Формат: CD, цифрове завантаження      | —     | :                                               |

## Сингли
| Рік  | Сингл                        | Альбом                                | Місце в чартах | Місце в чартах | Місце в чартах | Місце в чартах | Сертифікація (таблиця продажів та сертифікатів) |
| Рік  | Сингл                        | Альбом                                | США            | (поп)          | (AC)           | Канада         | Сертифікація (таблиця продажів та сертифікатів) |
| ---- | ---------------------------- | ------------------------------------- | -------------- | -------------- | -------------- | -------------- | ----------------------------------------------- |
| 2006 | «Somewhere Over the Rainbow» | Somewhere Over the Rainbow/My Destiny | 12             | 12             | —              | —              | : (131,000 копій)                               |
| 2006 | «My Destiny»                 | Somewhere Over the Rainbow/My Destiny | 60             | 42             | —              | —              | : (98,000 копій)                                |
| 2006 | «Think»                      | American Idol Season 5: Encores       | 121            | 90             | —              | —              | : (21,000 копій)                                |
| 2007 | «Over It»                    | Katharine McPhee                      | 29             | 23             | —              | 25             | : Золото (645,000 копій)                        |
| 2007 | «Love Story»                 | Katharine McPhee                      | —              | —              | —              | —              | : (92,000 копій)                                |
| 2009 | «Had It All»                 | Unbroken                              | —              | —              | 22             | —              | : (29,000 копій)                                |

### Рекламні сингли
| Рік  | Сингл         | Альбом   | Продажі |
| ---- | ------------- | -------- | ------- |
| 2009 | «Say Goodbye» | Unbroken | 7,000   |
| 2009 | «Lifetime»    | Unbroken |         |
| 2009 | «How»         | Unbroken |         |

## Інші визначні пісні
| Рік  | Пісня                                                 | Альбом                                                  | Продажі        |
| ---- | ----------------------------------------------------- | ------------------------------------------------------- | -------------- |
| 2006 | «Can't Help Falling in Love» (разом з Andrea Bocelli) | Under the Desert Sky                                    | не продавалась |
| 2006 | «Somewhere Over the Rainbow»                          | J.C. Penney Jam: Concert for America's Kids             | не продавалась |
| 2006 | «Somos Novios» (with Andrea Bocelli)                  | J.C. Penney Jam: Concert for America's Kids             | не продавалась |
| 2007 | «O Come All Ye Faithful»                              | O Come All Ye Faithful — Single                         | 19,000         |
| 2008 | «Real Love» (разом з Elliott Yamin)                   | Randy Jackson's Music Club, Vol. 1                      | 8,000          |
| 2008 | «I Will Be There With You»                            | Promotional song for Japan Airlines                     | не продавалась |
| 2008 | «I Know What Boys Like»                               | I Know What Boys Like — Single                          | 9,000          |
| 2008 | «Connected»                                           | Barbie and the Diamond Castle Original Movie Soundtrack | 5,000          |
| 2008 | «Let Your Heart Sing»                                 | Tinker Bell Original Movie Soundtrack                   | невідомо       |
| 2008 | «The Prayer» (разом з Andrea Bocelli)                 | Hit Man: David Foster & Friends                         | невідомо       |
| 2008 | «Somewhere»                                           | Hit Man: David Foster & Friends                         | невідомо       |
| 2009 | «I've Got You Under My Skin»                          | Chris Botti: Live in Boston                             | невідомо       |
| 2009 | «I'll Be Home For Christmas»                          | I'll Be Home For Christmas — Single                     | 3,000          |

## Кліпи
| Рік  | Пісня        | Режисер       |
| ---- | ------------ | ------------- |
| 2007 | «Over It»    | Ліз Флендлер  |
| 2007 | «Love Story» | Маркус Рейбой |
| 2009 | «Had It All» | Кьоріл Гуот   |